# Maria Homscheid
Maria Homscheid (* 19. Dezember 1872 in Herdorf, Landkreis Altenkirchen (damals Rheinprovinz, heute Rheinland-Pfalz); † 17. September 1948 ebenda) war eine deutsche Heimatschriftstellerin. Sie wurde weit über die Grenzen ihres heimatlichen Raumes hinaus bekannt. In der Literaturgeschichte findet man gelegentlich Vergleiche mit Annette von Droste-Hülshoff.

## Leben
Maria Homscheid wurde 1872 in Herdorf im Siegerland als Tochter eines Basaltkippers geboren und arbeitete in ihrer Jugend als „Haldenmädchen“ auf einer Erzhalde im Siegerländer Bergbau. 1905 folgte sie ihrem Bruder Albert nach Ittel in der Eifel, wo sie als dessen Pfarrhaushälterin lebte und wirkte. Sie begann, Romane, Erzählungen und Gedichte zu schreiben, in denen sie die Schönheit der Landschaft schilderte, den Charakter der Menschen ihrer Region beschrieb und die schwere Arbeit und das karge Leben der Arbeiten im Bergbau, im Hauberg und in der Landwirtschaft.
1912 kam Maria Homscheid nach Lieser an die Mosel, wohin ihr Bruder, der Ehrendomherr und Koblenzer Stadtdechant, Monsignore Albert Homscheid, als Pfarrer versetzt worden war. 1920 folgte die Übersiedlung nach Koblenz. 1933 verfügten die Nationalsozialisten ein Schreibverbot, danach durfte sie nichts mehr veröffentlichen.
In Koblenz lebte Maria Homscheid bis zum Frühjahr 1948, dann kehrte sie ins Elternhaus in Herdorf zurück, wo sie am 17. September 1948 starb.

## Familie
Ihr Bruder Albert wurde am 16. März 1951 erster Herdorfer Ehrenbürger.
Der Herdorfer Titus Kötting, ihr Neffe, veröffentlichte 1988, vier Jahre vor seinem Tod, ein handschriftliches Manuskript „Mein Leben als Bergmann“. Erst 2005 ist es unter diesem Titel als Buch erschienen.

## Ehrungen
Nach der Dichterin wurde eine Grundschule in Herdorf benannt.

## Werke
- Bei Grubenlicht und Sonnenschein. 1908
- In der Klostermühle. Erzählungen. 1909
- Alltagskinder. Skizzen. Paderborn: Junfermann 1909. 229 S. [Pseud. M. Albert]; 3., 4. Aufl. unter dem Titel: Am Meilenstein vorüber. Erzählungen und Skizzen. Ebd. 1922
- Eifelprinz. Roman. Ebd. 1910. 160 S. [Pseud. M. Albert]; 3. Aufl. ebd. 1920; Neuaufl. mit dem Untertitel: Eine besinnliche Geschichte aus einem weltverlorenen Eifeldorf. Wittlich: Fischer 1950. 18 S.
- Auf heimlichen Steigen und andere Geschichten und Skizzen. Paderborn: Junfermann 1911. 384 S. [Bildn.] (StUB Köln); 3. Aufl. ebd. 1926
- Folge mir nach! Legendenerzählungen. Essen: Fredebeul & Koenen [1913]. 157 S.
- Erzfunken. Gedichte. Paderborn: Junfermann 1913. 115 S.
- Der heimliche Ruf. Roman. Ebd. 1915. 182S. (StUB Köln); Neuaufl. 1922
- Blindgänger. Erzählung. München: Müller 1916. 181 S.
- Wenn’s um die Heimat ist. Erzählungen und Skizzen. Regensburg: Habbel [1919]. 176 S.
- Frauenschuh. Legenden. Saarlouis: Hausen [1920]. 74 S.
- Die Schleuder und andere Knabengeschichten. Freiburg/Br.: Herder 1920. VII, 150 S.; 3. Aufl. ebd. [1926]
- Glanzdam. Erzählung. Saarlouis: Hausen [1921]. 128 S.
- Balladen. Paderborn: Junfermann 1925. 63 S.
- Krause Dinge. Rätselbüchlein. Ebd. 1926. 59 S. (StUB Köln)
- So weit der Kirchturm schaut. Erzählungen. Trier: Paulinus-Druck 1927. 141 S.
- Brunnen im Land. Erzählungen. Paderborn: Junfermann 1927. 112 S.
- Lichter durchs Jahr. Gedichte. Elberfeld: Bergland-Verlag 1928. 102 S.
- Geheimnis der Dinge. Ein neues Rätselbüchlein. Ebd. 1930. 78 S.
- Blühender Schnee. Legenden. Hildesheim: Borgmeyer 1931. 152 S.
- Paulinus-Kalender, Trierer Bistumskalender, Neuenkirchen/Saar, 1963: Zwischen Tag und den Jahren. Original-Erzählung aus dem Nachlaß der Heimatdichterin Maria Homscheid
- Norbert Büdenhölzer und andere (Red.): „Du altes Gebäu unter Lindenzweigen ...“. Gedichte und Erzählungen von Maria Homscheid (1872–1948), zum 60. Todestage gewidmet. Westerwald-Verein Herdorf, Herdorf 2008.